# Rhagoletis lycopersella
Rhagoletis lycopersella är en tvåvingeart som beskrevs av Bernard Bryan Smyth 1960. Rhagoletis lycopersella ingår i släktet Rhagoletis och familjen borrflugor. Inga underarter finns listade i Catalogue of Life.